# Masato Mizuki
Masato Mizuki (水木 将人 Mizuki Masato?), född 3 november 1991 i Kanagawa prefektur, är en japansk fotbollsspelare.
Mizuki började sin karriär 2014 i Fujieda MYFC. Han spelade 27 ligamatcher för klubben. Efter Fujieda MYFC spelade han för Azul Claro Numazu och ReinMeer Aomori.